# Andrea Ghez
Andrea Mia Ghez (New York, 16 giugno 1965) è un'astronoma statunitense, insignita del Premio Nobel per la fisica nel 2020, "per la scoperta di un oggetto compatto supermassiccio al centro della nostra galassia".

## Biografia
Andrea Ghez è nata a New York City, figlia di Susanne (Gayton) e Gilbert Ghez. Suo padre, di origini ebraiche, è nato a Roma da una famiglia di origini tunisine e tedesche. Sua madre è di famiglia irlandese cattolica, originaria di North Attleborough.
La famiglia si trasferì quando Andrea Ghez era una bambina da New York a Chicago, dove frequentò la University of Chicago Lab School.
Il Programma Apollo ispirò il lavoro di Andrea Ghez, e sua madre la incoraggiò molto nel suo percorso per diventare una scienziata. Il suo modello femminile principale fu la sua professoressa di chimica delle superiori che, in quanto unica donna nel corpo docente a quel tempo, la ispirò nello sviluppare la sua tendenza verso le materie scientifiche.
Iniziò l'università iscrivendosi al dipartimento di matematica, per poi cambiare ed iscriversi a fisica. Nel 1987 conseguì il suo bachelor presso il MIT e nel 1992 concluse il suo Ph.D. sotto la guida di Gerald Neugebauer al California Institute of Technology.

## Carriera scientifica
Nel 2004, Andrea Ghez è entrata a far parte della Accademia nazionale delle scienze e nel 2019 è diventata membro della American Physical Society.
Nel suo lavoro, Andrea Ghez utilizza tecniche d'immagine ad alta risoluzione spaziale, come l'ottica adattiva.
Ha raccolto e studiato le immagini catturate dai telescopi Keck relative al Sagittarius A*, dimostrando la presenza di un buco nero supermassiccio al centro della Via Lattea. Per poterlo provare, ha investigato la regione interessata utilizzando conoscenze relative alla cinematica delle stelle. L'altissima risoluzione dei telescopi Keck ha contribuito enormemente a sviluppare la già esistente ricerca sulla cinematica del centro della galassia, studiata in precedenza dal team di Reinhard Genzel.
Tale lavoro le è valso la vittoria del premio Nobel per la fisica nel 2020 in condivisione con il collega britannico Roger Penrose. Ghez è stata la quarta donna a vincere il Nobel per la fisica sin dal suo inizio, preceduta da Marie Curie (1903), Maria Goeppert Mayer (1963) e Donna Strickland (2018).

## Pubblicazioni scientifiche
- Ghez, Andrea M.; Neugebauer, Gerry; Matthews, K. (1993). "The Multiplicity of T Tauri Stars in the Taurus-Auriga & Ophiuchus-Scorpius Star Forming Regions: A 2.2 micron Imaging Survey" . Astronomical Journal. 106: 2005–2023.
- Ghez, Andrea M.; White, Russel J.; Simon, M. (1997). "High Spatial Resolution Imaging of Pre-Main Sequence Binary Stars: Resolving the Relationship Between Disks and Close Companions". Astrophysical Journal. 490 (1): 353–367.
- Ghez, Andrea M.; Klein, B. L.; Morris, M.; Becklin, E.E. (1998). "High Proper Motions in the Vicinity of Sgr A*: Evidence for a Massive Central Black Hole". Astrophysical Journal. 509 (2): 678–686.
- Ghez, A. M.; Morris, M.; Becklin, E. E.; Tanner, A.; Kremenek, T. (2000). "The Accelerations of Stars Orbiting the Milky Way's Central Black Hole". Nature. 407 (6802): 349–351.
- Ghez, A. M.; Duchêne, G.; Matthews, K.; Hornstein, S. D.; Tanner, A.; Larkin, J.; Morris, M.; Becklin, E. E.; S. Salim (January 1, 2003). "The First Measurement of Spectral Lines in a Short-Period Star Bound to the Galaxy's Central Black Hole: A Paradox of Youth". Astrophysical Journal Letters. 586 (2): L127.
- Ghez, A. M.; Salim, S.; Weinberg, N. N.; Lu, J. R.; Do, T.; Dunn, J. K.; Matthews, K.; Morris, M. R.; Yelda, S. (January 1, 2008). "Measuring Distance and Properties of the Milky Way's Central Supermassive Black Hole with Stellar Orbits". Astrophysical Journal. 689 (2): 1044–1062.

## Libri
- (EN) Andrea Mia Ghez e Judith Love Cohen, You Can Be a Woman Astronomer, Cascade Pass, 2006, ISBN 978-1-880599-78-5.

## Riconoscimenti
- Premio Annie Jump Cannon per l'astronomia (1994)[20]
- Premio Packard Fellowship (1996)
- Premio Newton Lacy Pierce per l'astronomia dell'American Astronomical Society (1998)[21]
- Premio Maria Goeppert-Mayer della American Physical Society (1999)[22]
- Premio Sackler (2004)[23]
- Premio Gold Shield Faculty per l'eccellenza accademica (2004)[24]
- Marc Aaronson Memorial Lectureship (2007)
- Borsa di studio MacArthur (2008)[25]
- Premio Crafoord per l'astronomia (2012) dell'Accademia reale svedese delle scienze (2012)[26]
- Lettura Bakerian della Royal Society (2015)[27]
- Honorary Doctorate of Science, Università di Oxford (2019)[28]
- Fellow of the American Physical Society (2019)[13]
- Legacy Fellow della American Astronomical Society (2020)[29]
- Premio Nobel per la fisica (2020)[17]

## Vita privata
Andrea Ghez è sposata con il geologo Tom LaTourrette, ricercatore presso la RAND Corporation, con il quale ha avuto due figli.